# Babs Olusanmokun
Babs Olusanmokun (Lagos, 18 settembre 1984) è un attore nigeriano naturalizzato statunitense.
È noto per interpretare il personaggio del dottor M'Benga nella serie televisiva Star Trek: Strange New Worlds, parte del franchise di fantascienza Star Trek.

## Biografia
Nato a Lagos, in Nigeria, Babs Olusanmokun vive a New York, negli Stati Uniti. Parla fluentemente francese e portoghese ed è campione di Jiu jitsu brasiliano.
Nel 2012 è co-protagonista del film drammatico sul tema dell'immigrazione Ponies, diretto da Nick Sandow e scritto da Michael Batistick. Nel 2017 è protagonista dell'episodio Black Museum della serie antologica Black Mirror, in cui impersona Clayton Leigh, un uomo condannato per omicidio che, prima di morire, ha accettato di trasferire la sua coscienza nell'ologramma in cambio di soldi per la sua famiglia. Inoltre appare nel videogioco Max Payne 3, interpretando in motion capture e prestando la voce al personaggio di Serrano. Nel 2015 interpreta il personaggio di Mace nell'episodio Lo spaventapasseri della serie televisiva Gotham.
Nel 2021 prende parte al film Dune, in cui interpreta la parte di Jamis.
Nel 2022 entra nel cast regolare di Star Trek: Strange New Worlds su Paramount+, ottava serie live-action del franchise di fantascienza Star Trek, creato da Gene Roddenberry negli anni sessanta con la serie classica Star Trek, in cui interpreta il dottor M'Benga a capo dell'infermeria della USS Enterprise NCC-1701, capitanata dal capitano Christopher Pike. Il personaggio di M'Benga era già apparso nell'episodio Guerra privata (A Private Little War), della seconda stagione della serie classica, dove veniva interpretato da Booker Bradshaw e in cui sostituiva temporaneamente il dottor Leonard McCoy come capo dell'infermeria.

## Filmografia

### Attore

#### Cinema
- Indocumentados, regia di Leonardo Ricagni (2004)
- This Is Poetry, regia di Brian Quist - cortometraggio (2010)
- Restless City, regia di Andrew Dosunmu (2011)
- Ponies, regia di Nick Sandow (2011)
- Mother of George, regia di Andrew Dosunmu (2013)
- Listen Up Philip, regia di Alex Ross Perry (2014)
- Shelter, regia di Paul Bettany (2014)
- The Empty Street, regia di Snorri Sturluson - cortometraggio (2015)
- Where Is Kyra?, regia di Andrew Dosunmu (2017)
- Ouros, regia di T. Zhang - cortometraggio (2018)
- La furia di un uomo - Wrath of Man (Wrath of Man), regia di Guy Ritchie (2021)
- Dune (Dune: Part One), regia di Denis Villeneuve (2021)
- Il vangelo secondo Clarence (The Book of Clarence), regia di Jeymes Samuel (2023)
- Dune - Parte due (Dune: Part Two), regia di Denis Villeneuve (2024)
- Il ministero della guerra sporca (The Ministry of Ungentlemanly Warfare), regia di Guy Ritchie (2024)

#### Televisione
- The Unit - serie TV, episodio 2x19 (2007)
- Veronica Mars - serie TV, episodio 3x18 (2007)
- Law & Order - Unità vittime speciali (Law & Order: Special Victims Unit) - serie TV, episodio 10x05 (2008)
- Life on Mars - serie TV, episodio 1x05 (2008)
- Law & Order: Criminal Intent - serie TV, 4 episodi (2006-2010)
- Blue Bloods - serie TV, episodio 2x15 (2012)
- NYC 22 - serie TV, episodio 1x11 (2012)
- Copper - serie TV, episodio 2x13 (2013)
- Unforgettable - serie TV, episodio 3x13 (2014)
- The Blacklist - serie TV, episodio 2x01 (2014)
- Gotham - serie TV, episodio 1x15 (2015)
- Radici, regia di Phillip Noyce, Mario Van Peebles, Thomas Carter e Bruce Beresford - miniserie TV, episodi 1x01-1x02-1x04 (2016)
- The Night Of - Cos'è successo quella notte? (The Night Of), regia di Steven Zaillian e James Marsh - miniserie TV, episodio 1x04 (2016)
- The Defenders, regia di S.J. Clarkson, Peter Hoar, Phil Abraham, Uta Briesewitz, Stephen Surjik, Félix Enríquez Alcalá e Farren Blackburn - miniserie TV, 4 episodi (2017)
- Black Mirror - serie TV, episodio 4x06 (2017)
- Sneaky Pete - serie TV, episodi 2x03-2x06-2x07 (2018)
- The Widow - serie TV, 6 episodi (2019)
- Too Old to Die Young, regia di Nicolas Winding Refn - miniserie TV, 5 episodi (2019)
- The Drowning, regia di Carolina Giammetta - miniserie TV, 4 episodi (2021)
- Star Trek: Strange New Worlds - serie TV, 29 episodi (2022-2025)

#### Videogiochi
- Max Payne 3 (2012)

### Doppiatore

#### Videogiochi
- Max Payne 3 (2012) - Serrano
- Red Dead Redemption II (2018) - Baptiste

## Riconoscimenti
- Black Reel Awards for Television
  - 2018 – Candidatura come Miglior attore non protagonista, film per la TV/miniserie televisive per Black Mirror

## Doppiatori italiani
Nelle versioni in italiano delle opere in cui ha recitato, Babs Olusanmokun è stato doppiato da:
- Stefano Thermes in Too Old to Die Young, Dune, Dune - Parte due
- Enrico Pallini in Law & Order - Unità vittime speciali, Black Mirror
- Marco Panzanaro in Law & Order: Criminal Intent (ep. 6x09)
- Massimiliano Plinio in Gotham
- Pasquale Anselmo in Radici
- Alberto Bognanni in The Defenders
- Alessandro Messina in Sneaky Pete
- Marco Rasori in The Widow
- Gianluca Cortesi in Star Trek: Strange New Worlds
- Roberto Stocchi ne Il vangelo secondo Clarence
- Edoardo Stoppacciaro ne Il ministero della guerra sporca